# 史嘉烈道

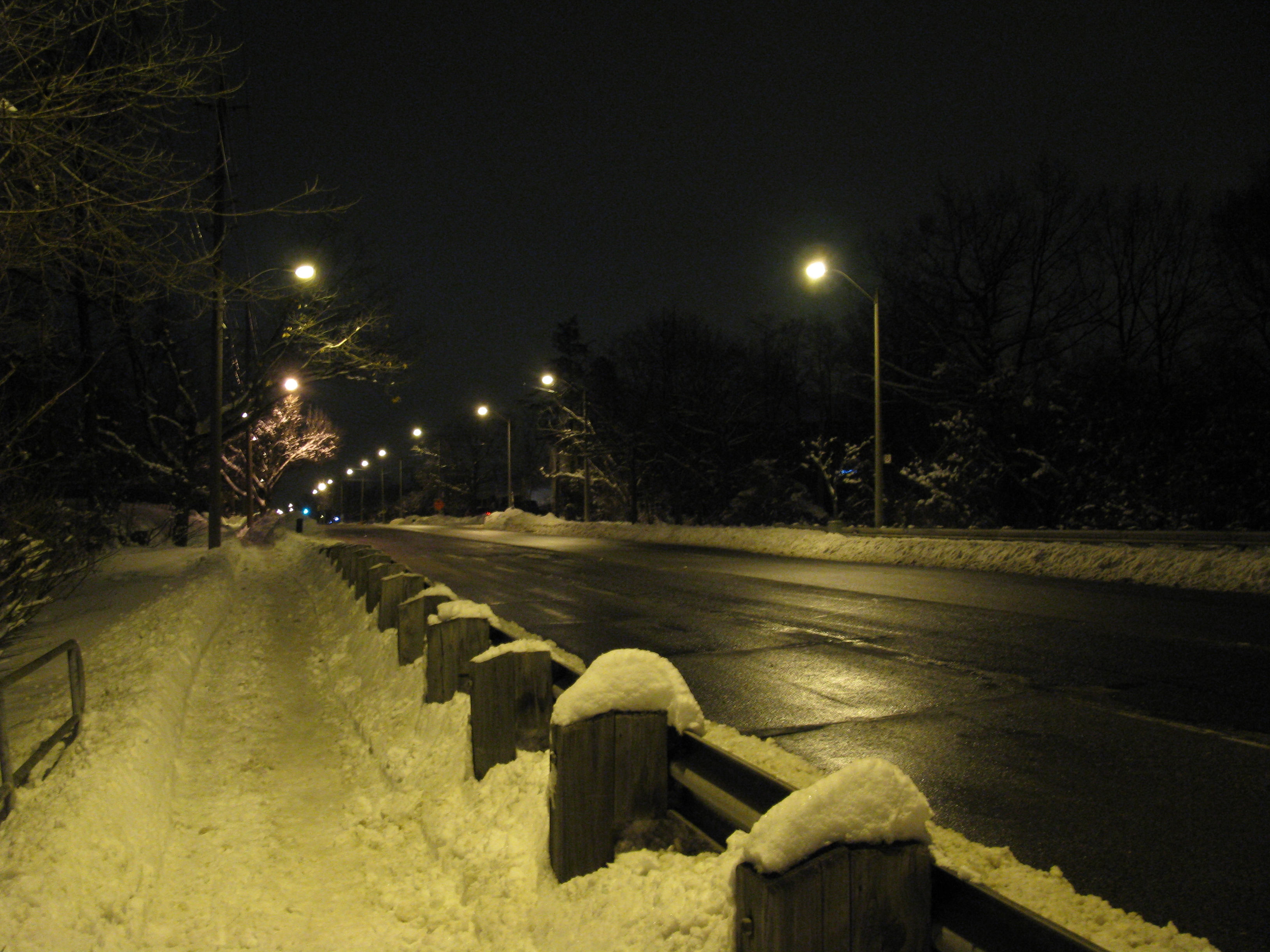
2008年2月夜晚於史嘉烈道橫穿漢伯溪處望北

史嘉烈道（英語：Scarlett Road）是加拿大安大略省多倫多西端的一條主幹道。該道路被市政府列為登打士西街與艾靈頓路之間的「小主幹道」。

## 歷史
該道路以19世紀20年代該地區磨坊主約翰·史嘉烈命名。他於基爾街夾登打士街處擁有蘭尼米德莊園，多倫多的另一條街道蘭尼米德道及學校蘭尼米德書院皆以該莊園命名。

## 走線
史嘉烈道始於登打士西街，緊鄰加拿大太平洋鐵路跨城線以南。該路與聖卡拉路的西端盡頭相連，然後沿漢伯河向北延伸至羅倫斯西路以北，在該處向西彎曲轉為狄臣道。

## 運輸
79號史嘉烈道巴士線運行於這條街道，並與地鐵蘭尼米德站相連。

## 外部連結
- Roads reveal history of city's early settlers （页面存档备份，存于）